# U-362 (tàu ngầm Đức)
U-362 là một tàu ngầm tấn công  Lớp Type VII thuộc phân lớp Type VIIC được Hải quân Đức Quốc Xã chế tạo trong Chiến tranh Thế giới thứ hai. Nhập biên chế năm 1943, nó chỉ thực hiện được năm chuyến tuần tra và không đánh chìm được mục tiêu nào. Trong chuyến tuần tra cuối cùng tại vùng biển Bắc Cực, U-362 bị tàu quét mìn Liên Xô T-116 thả mìn sâu đánh chìm trong biển Kara vào ngày 5 tháng 9, 1944.

## Thiết kế và chế tạo

### Thiết kế

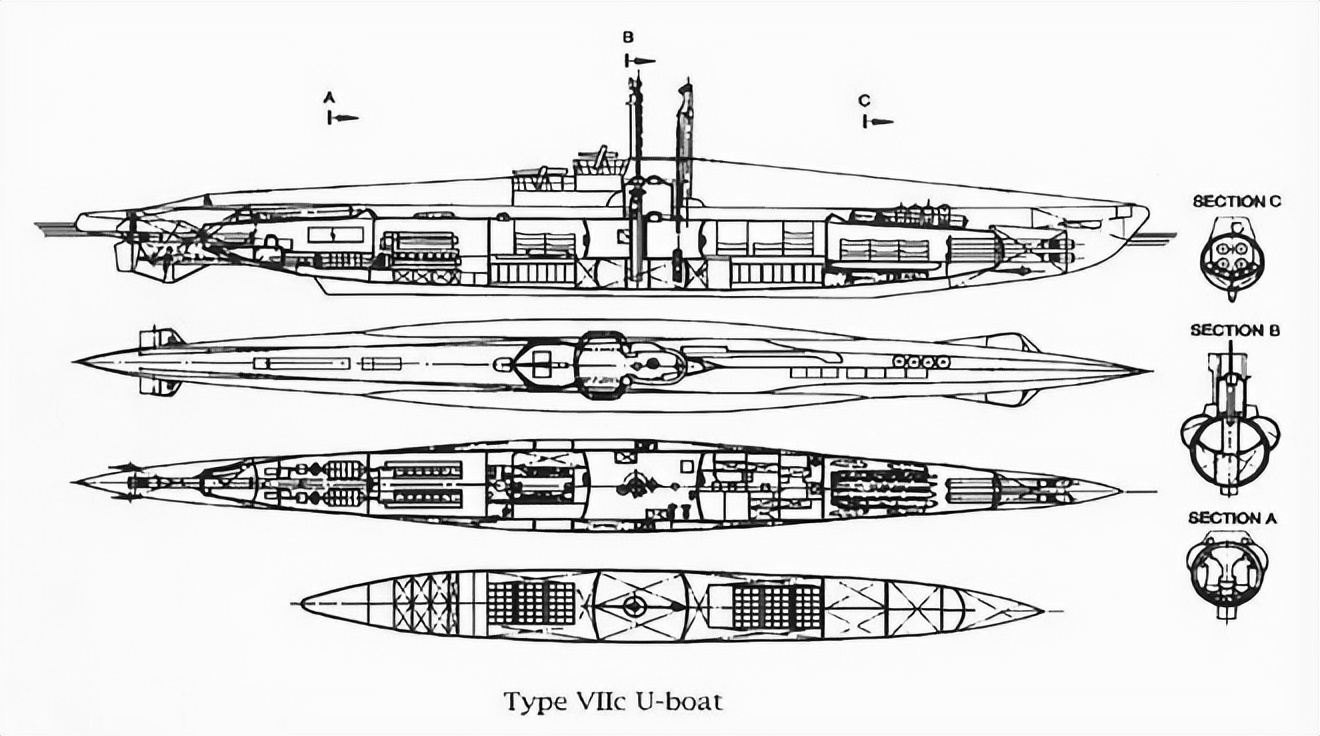
Sơ đồ các mặt cắt một tàu ngầm Type VIIC

Phân lớp VIIC của Tàu ngầm Type VII là một phiên bản VIIB được kéo dài thêm. Chúng có trọng lượng choán nước 769 t (757 tấn Anh) khi nổi và 871 t (857 tấn Anh) khi lặn). Con tàu có chiều dài chung 67,10 m (220 ft 2 in), lớp vỏ trong chịu áp lực dài 50,50 m (165 ft 8 in), mạn tàu rộng 6,20 m (20 ft 4 in), chiều cao 9,60 m (31 ft 6 in) và mớn nước 4,74 m (15 ft 7 in).
Chúng trang bị hai động cơ diesel Germaniawerft F46 siêu tăng áp 6-xy lanh 4 thì, tổng công suất 2.800–3.200 PS (2.100–2.400 kW; 2.800–3.200 bhp), dẫn động hai trục chân vịt đường kính 1,23 m (4,0 ft), cho phép đạt tốc độ tối đa 17,7 kn (32,8 km/h), và tầm hoạt động tối đa 8.500 nmi (15.700 km) khi đi tốc độ đường trường 10 kn (19 km/h). Khi đi ngầm dưới nước, chúng sử dụng hai động cơ/máy phát điện AEG GU 460/8-276 tổng công suất 750 PS (550 kW; 740 shp). Tốc độ tối đa khi lặn là 7,6 kn (14,1 km/h), và tầm hoạt động 80 nmi (150 km) ở tốc độ 4 kn (7,4 km/h). Con tàu có khả năng lặn sâu đến 230 m (750 ft).
Vũ khí trang bị có năm ống phóng ngư lôi 53,3 cm (21 in), bao gồm bốn ống trước mũi và một ống phía đuôi, và mang theo tổng cộng 14 quả ngư lôi, hoặc tối đa 22 quả thủy lôi TMA, hoặc 33 quả TMB. Tàu ngầm Type VIIC bố trí một hải pháo 8,8 cm SK C/35 cùng một pháo phòng không 2 cm (0,79 in) trên boong tàu. Thủy thủ đoàn bao gồm 4 sĩ quan và 40-56 thủy thủ.

### Chế tạo
U-362 được đặt hàng vào ngày 7 tháng 12, 1940, và được đặt lườn tại xưởng tàu của hãng Flensburger Schiffbau-Gesellschaft ở Flensburg vào ngày 9 tháng 11, 1941. Nó được hạ thủy vào ngày 21 tháng 10, 1942, và nhập biên chế cùng Hải quân Đức Quốc Xã vào ngày 4 tháng 2, 1943 dưới quyền chỉ huy của Hạm trưởng, Trung úy Hải quân Ludwig Franz.

## Lịch sử hoạt động
Sau khi hoàn tất việc huấn luyện và chạy thử máy trong thành phần Chi hạm đội U-boat 8, U-362 được điều sang Chi hạm đội U-boat 13 để hoạt động trên tuyến đầu từ ngày 1 tháng 3, 1944.

### Chuyến tuần tra thứ nhất
Sau khi chuyển căn cứ hoạt động từ Kiel, Đức sang cảng Bergen, Na Uy vào đầu tháng 2, 1944, U-362 xuất phát từ đây vào ngày 14 tháng 2 cho chuyến tuần tra đầu tiên trong chiến tranh. Nó hoạt động dọc theo bờ biển Na Uy và trong biển Na Uy trước khi quay trở về Hammerfest vào ngày 28 tháng 2.

### Chuyến tuần tra thứ hai
Từ cuối tháng 2 đến đầu tháng 4, U-362 di chuyển qua lại giữa các cảng Hammerfest, Narvik và Trondheim cùng thuộc Na Uy, trước khi khởi hành từ Narvik vào ngày 8 tháng 4 cho chuyến tuần tra thứ hai và hoạt động trong biển Na Uy. Vào ngày 11 tháng 4, nó bị một máy bay tiêm kích Grumman Martlet tấn công trong biển Na Uy, và bị hư hại đến mức phải kết thúc chuyến tuần tra và quay về đến cảng Trondheim vào ngày 13 tháng 4.

### Chuyến tuần tra thứ ba và thứ tư
U-362 khởi hành từ Trondheim vào ngày 14 tháng 5 để thực hiện chuyến tuần tra thứ ba, hoạt động trong biển Bắc Cực về phía Tây đảo Bear, và kết thúc khi quay về Skjomen, Na Uy vào ngày 7 tháng 6.
Chuyến tuần tra tiếp theo của U-362 diễn ra từ ngày 14 đến ngày 20 tháng 6, và nó hoạt động dọc bờ biển Na Uy. Trong cả hai chuyến đi này, chiếc tàu ngầm không đánh chìm được mục tiêu nào.

### Chuyến tuần tra thứ năm - Bị mất
U-362 khởi hành từ Hammerfest vào ngày 2 tháng 8 cho chuyến tuần tra thứ năm, cũng là chuyến cuối cùng, để hoạt động tại các vùng biển Barents và biển Kara. Tại đây vào ngày 2 tháng 8, nó bị tàu quét mìn Liên Xô T-116 thả mìn sâu đánh chìm tại tọa độ 75°51′B 89°27′Đ / 75,85°B 89,45°Đ. Toàn bộ 51 thành viên thủy thủ đoàn của U-362 đều đã tử trận.
Xác tàu đắm của U-362 được khám phá trong biển Kara vào năm 2015. 

### "Bầy sói" tham gia
U-362 từng tham gia năm bầy sói:
- Werwolf (23 – 27 tháng 2, 1944)
- Donner (11 – 12 tháng 4, 1944)
- Trutz (16 – 31 tháng 5, 1944)
- Grimm (31 tháng 5 – 6 tháng 6, 1944)
- Greif (3 tháng 8 – 5 tháng 9, 1944)